# Heinrich I. (Schwerin)
Heinrich I., Graf von Schwerin (* um 1155; † 17. Februar 1228), auch der Schwarze genannt, war ein Graf von Schwerin. Er hatte einen wichtigen Anteil an der Beendigung der dänischen Vormachtstellung im südlichen Ostseeraum.

## Leben

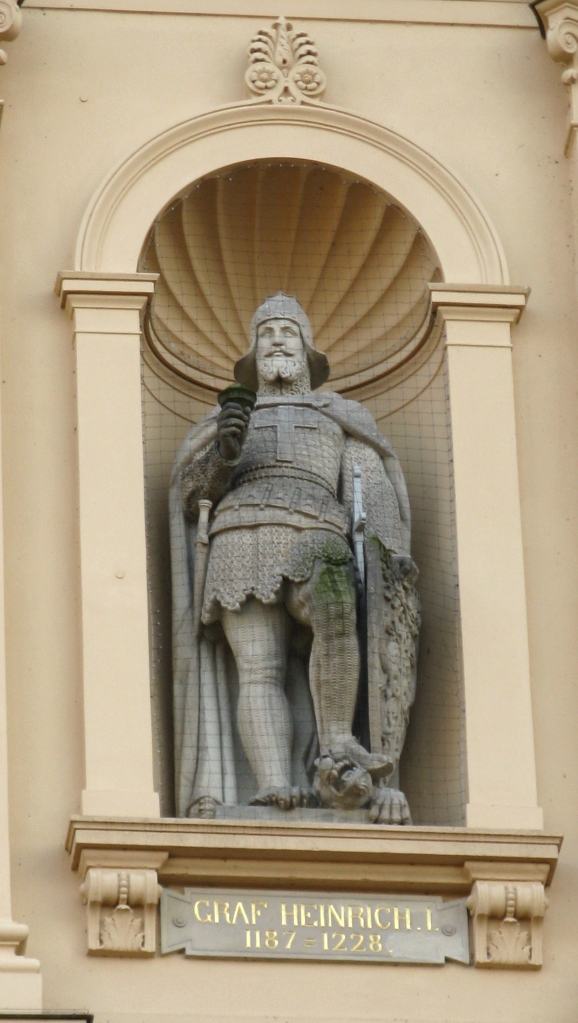
Statue Heinrichs in der Fassade des Schweriner Schlosses

Heinrich von Schwerin war der vierte Sohn des Gunzelin von Hagen, der von Heinrich dem Löwen mit der Grafschaft Schwerin belehnt worden war. Nach dem Tod Gunzelins 1185 hatte zuerst der älteste Bruder Helmold I. die Herrschaft übernommen. Als dieser sich 1194 zurückzog, übernahmen der dritte Bruder Gunzelin II. und Heinrich die Führung der Grafschaft. Nach dem Sturz Heinrichs des Löwen hatten die Dänen die Vorherrschaft im Norden des Reiches und an der südlichen Ostseeküste erlangt. Der dänische König war bestrebt, seinen Einflussbereich stetig auszubauen. So griff er 1208 in Streitigkeiten zwischen den Grafen und einem ihrer Lehnsmänner ein und vertrieb die beiden Grafen aus ihrem Besitz. Erst 1214 konnten sie, nach Leistung des Lehnseides gegenüber König Waldemar II. von Dänemark, wieder zurückkehren. Zudem wurde die Tochter von Gunzelin II., Ida (Oda), mit dem unehelichen Sohn Waldemars, dem Grafen Niels (Nikolaus) von Halland, verheiratet, mit Gunzelins halben Grafschaft Schwerin als Mitgift.
Während Heinrich sich an dem Kreuzzug von Damiette beteiligte, starben sein Bruder Gunzelin II. 1221 und, auf dem Kreuzzug, sein Schwager Niels von Halland. Waldemar II. trat als Vormund seines minderjährigen Enkels Nikolaus von Halland-Schwerin auf, bestimmte seinen Neffen Graf Albrecht II., aus dem askanischen Zweig Weimar-Orlamünde, zum Statthalter und nahm durch ihn das „halbe Amt“ Schwerin, wie in einer Urkunde vom 28. Februar 1221 bestätigt, in Besitz. Heinrich kehrte erst im folgenden Jahr vom Kreuzzug zurück. Da Verhandlungen mit dem König nichts bewirkten, fasste er einen Entschluss, der weitgehende Folgen für die politischen Verhältnisse im Norden des Reiches und für Dänemark haben sollte.
In der Nacht vom 6. zum 7. Mai 1223 entführte er Waldemar II. und dessen Sohn von der dänischen Insel Lyø, wo diese unbewacht von der Jagd ausgeruht hatten. Per Schiff gelangte er mit seinen Gefangenen an die deutsche Küste. Da Schwerin von den Dänen besetzt war, wurden Waldemar und sein Sohn zuerst in Lenzen in der Mark Brandenburg und bald darauf in der Burg Dannenberg versteckt. Nach der Rückeroberung der Grafschaft Schwerin 1225 wurden die beiden schließlich in der Schweriner Burg festgehalten.
Für die Freilassung stellte Heinrich hohe Forderungen, von denen er sich weder durch Drohungen Dänemarks noch des Papstes Honorius III. abbringen ließ. Heinrich fand Unterstützung bei Heinrich Borwin II. von Mecklenburg, dem Grafen Adolf IV. von Holstein und dem Erzbischof Gebhard II. von Bremen. Da Waldemar nicht auf Heinrichs Forderungen einging, spitzte sich die Lage zu und es kam schließlich im Januar 1225 zur Schlacht bei Mölln. Die Dänen wurden geschlagen, und Albert von Orlamünde wurde wie sein König Gefangener Heinrichs von Schwerin.
Waldemar willigte schließlich in die Forderungen Heinrichs ein, zu denen auch noch die seiner Bundesgenossen kamen. Im November 1225 wurde im Vertrag von Bardowick die Freilassung Waldemars und seines Sohnes gegen die Zahlung von 45.000 Mark Silber, die Abtretung von Schwerin und Holstein, Verzicht auf alle deutschen Lehensgebiete außer dem Fürstentum Rügen und Gewährung völliger Handelsfreiheit für die deutschen Städte vereinbart. Außerdem musste Waldemar auf Rache verzichten und drei seiner Söhne als Geiseln stellen.
Durch die Gefangenschaft Waldemars war die dänische Großmachtstellung im Ostseeraum schwer erschüttert. Das Streben nach Rückgewinnung gipfelte schließlich am 22. Juli 1227 in der Schlacht von Bornhöved. Waldemar II. wurde durch das Koalitionsheer geschlagen, der Herzog Otto von Braunschweig-Lüneburg gefangen genommen und nach Schwerin gebracht. Waldemar war gezwungen, den Vertrag von Bardowick zu erneuern. Das dänische Großreich im Ostseeraum zerbrach.
Heinrich von Schwerin starb am 17. Februar 1228 und wurde im Schweriner Dom bestattet. Erst nach seinem Tode ließen seine Witwe Audacia und sein Sohn Gunzelin III. Otto den Herzog von Braunschweig-Lüneburg frei, der zuvor noch die mit Heinrich getroffenen Vereinbarungen bestätigen musste. Am 3. Dezember 1228 forderte der Papst Gregor IX. von Heinrichs Witwe die Freilassung der von ihr noch gefangen gehaltenen Fürsten. Waldemar II. hatte für die Freilassung 1230 seiner drei als Geiseln in Schwerin festgehaltenen Söhne weitere 7.000 Mark Silber zu zahlen.

## Ehe und Familie
Heinrich heiratete um 1208 die polnische Herzogstochter Audacia. Nach seinem Tod 1228 führte sie die Regentschaft für ihre unmündigen Söhne. Er hatte mit seiner Ehefrau sieben Kinder:
- Gunzelin III. († 1274)
- Helmold (II.) († vor 1229)
- Mathilde
- Ermengarda
- drei namentlich nicht bekannte Töchter